# (1231) Auricula
(1231) Auricula es el asteroide número 1231 situado en el cinturón principal. Fue descubierto por el astrónomo Karl Wilhelm Reinmuth  desde el observatorio de Heidelberg, el 10 de octubre de 1931. Su designación alternativa es 1931 TE2. Está nombrado por las aurículas, unas plantas de la familia de las primuláceas.